# ديفيد أ. داي
ديفيد أ. داي هو مربي ماشية وسياسي أمريكي، ولد في 5 مايو 1963 في وينسفيل في الولايات المتحدة. نشط حزبياً في الحزب الجمهوري. وقد انتخب عضو مجلس نواب ولاية ميزوري ‏.